# 86 (liczba)
86 (osiemdziesiąt sześć) – liczba naturalna następująca po 85 i poprzedzająca 87.

## 86 w nauce
- liczba atomowa radonu
- obiekt na niebie Messier 86
- galaktyka NGC 86
- planetoida (86) Semele

## 86 w kalendarzu
86. dniem w roku jest 27 marca (w latach przestępnych jest to 26 marca). Zobacz też co wydarzyło się w roku 86.